# Chuck Jones
Charles Martin "Chuck" Jones (21 de setembre de 1912 - 22 de febrer de 2002) fou un animador, caricaturista, guionista,  productor i director de pel·lícules animades estatunidenc, recordat pel seu excel·lent treball a les sèries de curts animats Looney Tunes i Merrie Melodies per a l'estudio d'animació de Warner Bros, Warner Bros Cartoons.
Jones, a més, va ser titellaire i mariner, un home amb mil oficis que esporàdicament es va dedicar a l'animació, col·laborant amb Iwerks i Disney. De fet, al llarg de la seva carrera va col·laborar amb tots els grans talents de l'època, com ara, Tex Avery, Friz Freleng, Bob Clampett o Frank Tashlin.
El 1936 va treballar a l'estudi de Leon Schlesinger, que més tard passaria a formar part de la Warner Bros, on Jones va treballar més de 30 anys. També va col·laborar amb United Productions of America (UPA), dirigint, per exemple, Hell-bent foer election, un curtmetratge a favor de Roossevelt.
Després que la seua carrera a Warner Bros acabara en 1962, Jones va fundar Sib Tower 12 Productions i va començar a produir dibuixos animats per a Metro-Goldwyn-Mayer, on va acabar sent director d'animació, i on va realitzar una nova sèrie de curts de Tom & Jerry i l'adaptació per televisió del llibre de Dr Seuss Com el Grinch va furtar el Nadal. Més tard va crear el seu propi estudi, Chuck Jones Productions, que va crear diversos curts especials, i algunes col·laboracions en projectes relacionats amb els Looney Tunes.
Ha dirigit molts dels clàssics curtmetratges d'animació protagonitzats per Bugs Bunny, Daffy Duck, Wile E. Coyote i el Correcamins, Pepe Le Pew i els altres personatges de la Warner Brothers, a destacar Duck Amuck, One Froggy Evening i What's Opera, Doc ? (tres curtmetratges inclosos a la National Film Registry o fons de preservació de pel·lícules d'alt interès cultural de la Biblioteca del congrés nord-americà) i la famosa Trilogia de la cacera, formada pels curts Rabbit Fire , Rabbit Seasoning i Duck! Rabbit! Duck! (1951–1953).
Després que la seua carrera a Warner Bros acabara en 1962, Jones va fundar Sib Tower 12 Productions i va començar a produir dibuixos animats per a Metro-Goldwyn-Mayer, inclosa una nova sèrie de curts de Tom & Jerry i l'adaptació per televisió del llibre de Dr Seuss Com el Grinch va furtar el Nadal. Més tard va crear el seu propi estudi, Chuck Jones Productions, que va crear diversos curts especials, i algunes col·laboracions en projectes relacionats amb els Looney Tunes.
L'art de Jones va evolucionar des de l'estil més tradicional dels seus inicis fins a l'explosiva miscel·lània dels seus treballs de la dècada del 1950. Va realitzar més de 100 curtmetratges d'animació, on es troben les empremtes de la seva visió satírica i inconformista de l'existència. alguns trets que defineixen el seu estil poden ser: els colors plans, els grans contrastos, el traç veloç i agut, el ritme ràpid i els gags, molt sovint de caràcter surrealista.

## Filmografia
- The Hasty Hare.
- Hare Conditioned (1945).